# Hyperland
Hyperland ist ein 50-minütiger Dokumentarfilm über Hypertext und angrenzende Techniken. Er wurde von Douglas Adams geschrieben und 1990 von Max Whitby für BBC Two produziert und inszeniert. Douglas Adams spielt darin einen Mediennutzer und Tom Baker, mit dem Adams bereits an Doctor Who gearbeitet hatte, die Personifizierung eines Software-Agents.
Im Nachhinein betrachtet ist das, was Hyperland beschreibt und voraussagt, eine Annäherung an das heutige World Wide Web.

## Inhalt
Die selbsternannte „Fantasy-Dokumentation“ beginnt damit, dass Adams am Kamin einschläft und sein Fernseher noch läuft. In seinem Traum bringt Adams, der Game-Shows und meist passiven, nicht-interaktiven, linearen Inhalten überdrüssig, seinen Fernseher auf eine Müllhalde, wo er Tom trifft, gespielt von Tom Baker. Tom ist ein Software-Agent, der ihm die Zukunft des Fernsehens zeigt: interaktives Multimedia.
Ähnlich wie das Konzept des Knowledge Navigators von Apple agiert Tom als englischer Butler in einem virtuellen Raum, der gefüllt ist mit Hypermedia: verlinkter Text, Audio, Bilder und Filme, die durch animierte Symbole (Micons) dargestellt und verlinkt werden. Im Mittelpunkt der Dokumentation steht Adams, der diese Medien durchstöbert und deren Vernetzung entdeckt.
Dieser Prozess führt ihn beispielsweise vom Thema Atlantik über die Literatur des Meeres zum Werk The Rime of the Ancient Mariner von Samuel Taylor Coleridge, zum Gedicht Kubla Khan desselben Autors, zu Xanadu und zurück zum Thema Hypertext über Ted Nelsons Projekt Xanadu. Die Verweise auf Coleridge und Kubla Khan sind Verweise zu Adams eigenem Buch Der elektrische Mönch, wo sie eine wichtige Rolle in der Handlung spielen. Das Buch wurde 1987 veröffentlicht und berührt ebenso die Themen der Vernetzung, was darauf hindeutet, dass es sich um ein Thema handelt, über das sich Adams schon länger Gedanken machte.
Viele Aspekte des Dokumentarfilms zeigen Adams’ spürbare Begeisterung für Technologie, insbesondere für Apple-Computer. Zu Beginn der Dokumentation ist ein Macintosh Portable zu sehen und die meisten der vorgestellten Projekte laufen auf Apple-Hardware. Sogar das allgemeine Design der animierten Symbole und Umgebungen, die in seinem Traum zu sehen sind, sind von Mac-OS-Icons und Design-Cues aus der Zeit vor Mac OS X inspiriert.

### Hypermedia
Während Adams surft, werden viele Menschen und Projekte rund um das Thema Hypertext, Hypermedia und Multimedia vorgestellt:
- Vannevar Bush und sein Memex-Konzept eines theoretischen Proto-Hypertext-Informationssystems werden gezeigt.[4]
- Ted Nelson erklärt Hypertext und das Projekt Xanadu.
- Hans Peter Brøndmo spricht über das Konzept der Micons („Moving Icons“, animierte Icons).
- Robert Winter spricht über eine interaktive Version von Beethovens 9. Sinfonie.
- Eine Idee aus Kurt Vonneguts Buch Das Nudelwerk wird vorgestellt: Geschichten und narrative Strukturen haben Formen, die mathematisch als Grafiken dargestellt werden können.
- Robert Abel zeigt seine multimediale Version von Picassos Guernica.[5]
- Die Apple Multimedia Lab-Mitarbeiter Steve Gano, Kristee Kreitman, Kristina Hooper, Michael Naimark und Fabrice Florin sprechen über eine Multimedia-Version von Life Story, einer BBC-Fernsehverfilmung der Entdeckung der Struktur der DNA von 1953.
- Amanda Goodenough präsentiert Inigo Gets Out, eine interaktive Geschichte für Kinder, die mit Hypercard umgesetzt wurde.
- Brad deGraf und Michael Wahrman  sprechen über ihre digitale Marionette Mike Normal.
- Ein Wissenschaftler des NASA Ames Research Center präsentiert einen Prototyp des Virtual-Reality-Headsets Cyberiad.
- Marc Canter taucht als Micon auf, das nicht von Adams „angeklickt“ wird; dem Publikum bleibt sein Interview somit verschlossen.

Der Traum (und der Dokumentarfilm) endet mit einer Vision, wie 2005 auf Informationen zugegriffen werden kann. Im Nachhinein beschreibt Hyperland eine Reihe von Merkmalen des modernen Webs und, abgesehen von einigen Fehleinschätzungen der verfügbaren Grafik- und Rechenleistung, zeichnet die Dokumentation ein relativ gutes Bild von Hypermedien und Hypertexten und wie sie in den folgenden Jahrzehnten verwendet wurden und werden. Dies ist besonders bemerkenswert, wenn man bedenkt, dass er der öffentlichen Freigabe des ersten Webbrowsers um etwa ein Jahr voraus ist.